# Витвица (река)
Ви́твица (укр. Витвиця, другое название — Лужанка, пол. Łużanka) — река на Украине, в пределах Калушского района Ивано-Франковской области. Левый приток Свичи (бассейн Днестра).

## Описание
Длина реки 29 км, площадь бассейна 149 км². Долина в верховьях узкая, V-образная, в среднем течении шириной 500 м. Русло преимущественно порожистое, шириной 4-8 м. Уклон реки 25 м/км.

## Месторасположение
Берёт начало на северо-восточных склонах горы Буковинец в восточной части Сколевских Бескид в Украинских Карпатах. До села Церковна течёт преимущественно на северо-восток, далее поворачивает на юго-восток и восток. После села Витвица поворачивает под прямым углом на север и северо-восток. На этом отрезке почти 6 км течёт параллельно Свечи (здесь реки разделяет узкая, шириной в несколько сот метров, долина).

## Притоки
Наибольшие притоки: Росточка, Путна (правые); Церковнянка, Сигловатый (левые).

## Населённые пункты
На реке расположены сёла (от истока к устью): Лужки, Слобода-Болеховская, Церковна, Витвица, Гошев.